# Enric Henry
Enric Henry, (nacido 27 de febrero de 1913 en Barcelona, Cataluña) fue un exjugador de baloncesto español.   

## Trayectoria
Hijo de padre francés y madre cubana, fue inscrito en el registro civil como súbdito francés, aunque en 1944 adquiriría la nacionalidad española. Se inicia en el mundo del baloncesto con 15 años, en los terrenos que la Société Patrie ocupaba en la calle Mallorca, muy cerca de donde jugaba el club decano del baloncesto español, el Laietà Basket Club. Dos años después Henry marcha a Buenos Aires para proseguir sus estudios, y sigue practicando el baloncesto en el Ñaro Club. En 1933 vuelve a Europa para realizar el servicio militar en Lyon, donde sigue jugando al basket. Un año después vuelve a Barcelona y se reintegra en el Patrie, el club de sus comienzos. Tras la tregua impuesta por la Guerra Civil Española, Henry tuvo que incorporarse al ejército francés movilizado a causa de la Segunda Guerra Mundial. En 1940 fue hecho prisionero en  Poitiers, pudiendo huir hacia Barcelona poco después, y fichando por el FC Barcelona, primero como jugador y luego como entrenador. Después tendría otros cargos administrativos en el club blaugrana, trabajando 18 años en el departamento de taquillaje y abonos y otros 15 como cajero.